# Château Lafite Rothschild

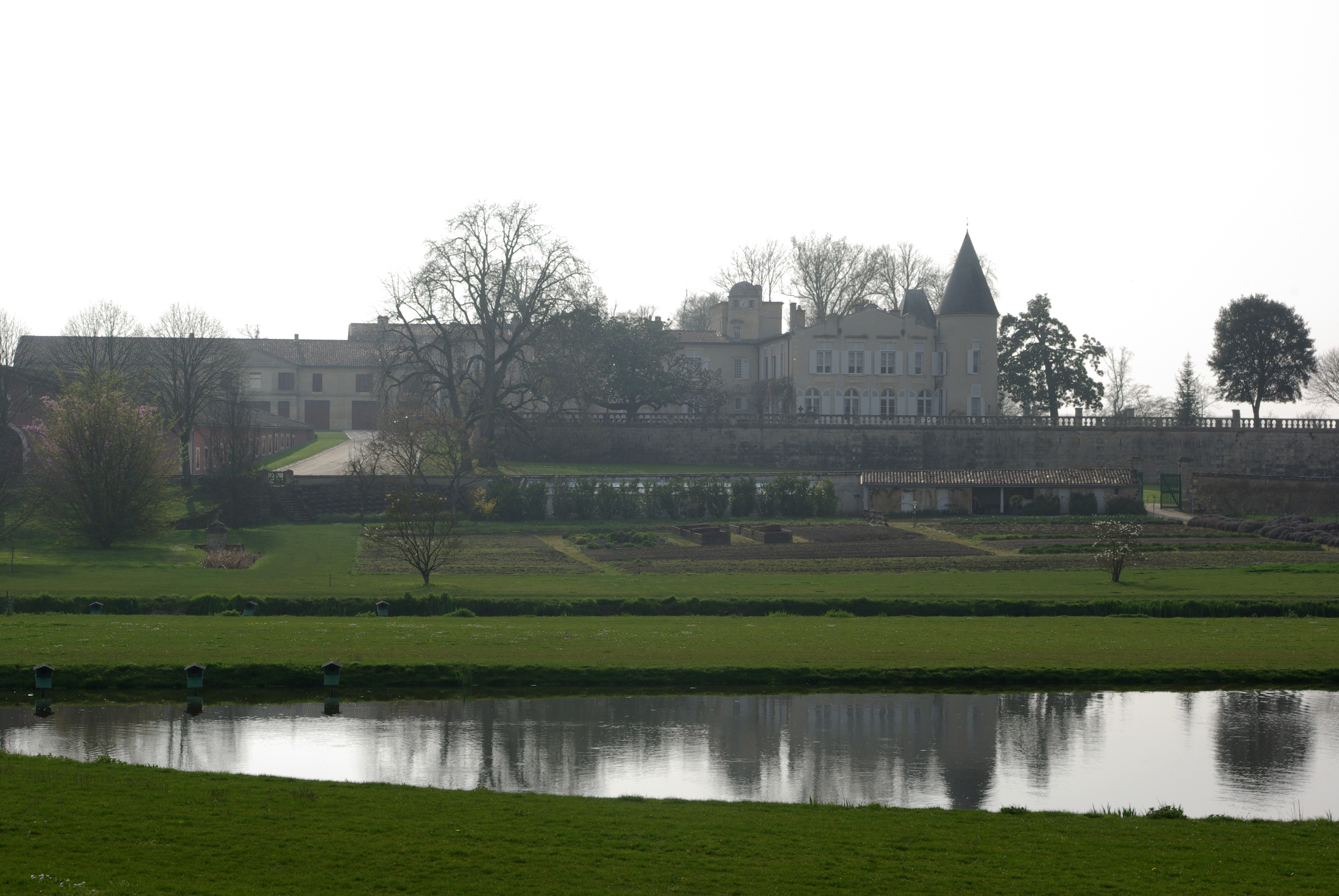
Château Lafite Rothschild.

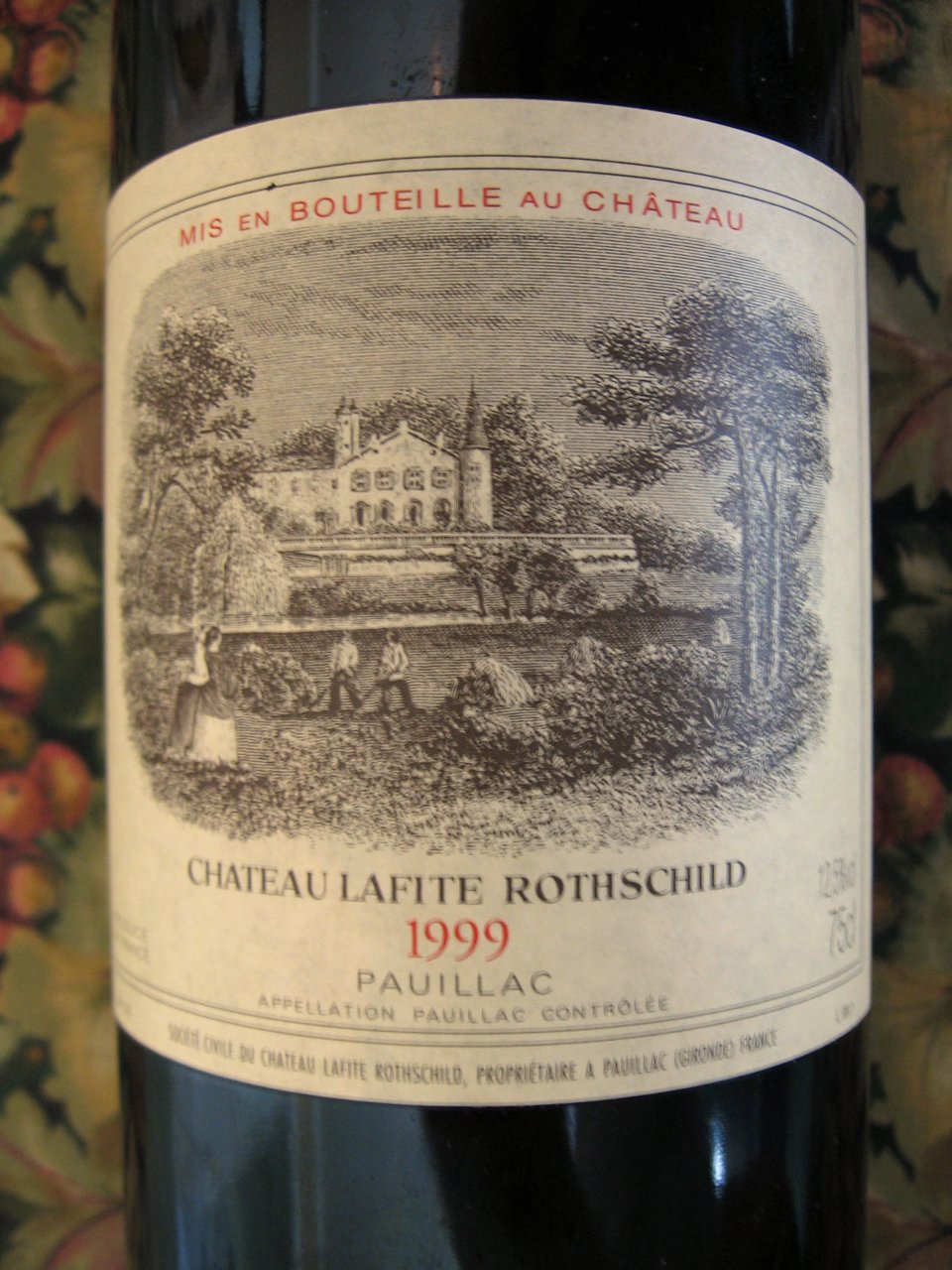
Etiqueta de un Château Lafite Rothschild de la cosecha de 1999.

Château Lafite Rothschild es una viña ubicada en Burdeos, Francia, propiedad de Domaines Barons de Rothschild. El nombre Lafite viene del término gascón "la hite" que significa "pequeña colina".

## Historia
Situada en la gran villa productora de vino de Pauillac en la región de Médoc al noroeste de Burdeos, la finca era propiedad de Gombaud de Lafite en 1234. En el siglo XVII, la propiedad de Château Lafite fue adquirida por la familia Ségur, incluyendo la casa principal del siglo XVI que aun permanece en pie. Aunque casi con seguridad ya había vides allí, alrededor de 1680, Jacques de Ségur plantó la mayoría del viñedo.
A principios del siglo XVIII, Nicolas-Alexandre, marqués de Ségur refinó las técnicas vinícolas de la finca, e introdujo sus vinos entre las capas más refinadas de la nobleza europea. No pasó mucho tiempo antes de que se le conociera como el "príncipe del vino", y al vino de Château Lafite se le llamó "el vino del rey" gracias al influyente apoyo de mariscal de Richelieu. Hacia el final del siglo XVIII, la reputación de Lafite quedó asegurada e incluso Thomas Jefferson visitó la finca y se hizo consumidor de por vida.
Durante la Revolución francesa, en el periodo conocido como Reinado del Terror,  Nicolás Pierre de Pichard fue ejecutado el 30 de junio de 1794, acabando la propiedad de la familia Ségur sobre la finca que se convirtió en propiedad pública. En 1797 los viñedos se vendieron a un grupo de comerciantes holandeses.
La primera mitad del siglo XIX vio a la finca Lafite en manos de la familia Vanlerberghe y el vino mejoró aún más, incluyendo las grandes cosechas de 1795, 1798 y 1818. La familia Rothschild adquirió Château Lafite en 1868. El 8 de agosto de ese año el barón James Mayer Rothschild la compró por 4,4 millones de francos, y pasó a llamarse Château Lafite Rothschild. El barón James, no obstante, murió justo tres meses después de adquirirla. La finca entonces fue copropiedad de sus tres hijos: Alphonse, Gustave y Edmond.
El siglo XX ha visto periodos de éxito y otros de dificultad, lidiando con las vides posteriores a la plaga de filoxera, y dos guerras mundiales. Durante la Segunda Guerra Mundial el Château fue ocupado por el ejército alemán, y sufrió serios saqueos de sus bodegas. Sucediendo a su tío Élie de Rothschild, Lafite ha estado bajo la dirección de Eric de Rothschild desde 1974.

## Viñedo
El viñedo es uno de los más grandes del Médoc con alrededor de 1 km², y produce cerca de 35.000 cajas anualmente, de los cuales entre 15.000 y 25.000 son de su famoso primer cru. Las vides son alrededor de un 70 % cabernet sauvignon, 25 % merlot, 3 % cabernet franc, y 2 % petit verdot, mientras que el vino final es entre un 80 y un 95 % cabernet sauvignon, 5 y 20 % merlot, y hasta 3 % cabernet franc y petit verdot. Ocasionalmente se hacen excepciones, como en la cosecha de 1961 que fue 100 % cabernet sauvignon.

## Vinos
Además de su primer "cru", alrededor de un tercio del vino se comercializa como segundo vino con la etiqueta de Carruades de Lafite.
La bodega se encuentra excavada bajo el Château o Castillo, protegida de las fluctuaciones de la temperatura.